# ايدوين ريتاموسو
ايدوين ريتاموسو (بالإسبانية: Edwin Retamoso)‏ (23 فبراير 1982 بابانكاي في بيرو - ) هو مدرب كرة قدم ولاعب كرة قدم بيروفي في مركز الوسط. شارك مع منتخب بيرو لكرة القدم. أما مع النوادي، فقد لعب مع سيينسيانو وAtlético Minero ‏ وCusco FC ‏ ونادي أياكوتشو ونادي كوبريلوا.

## روابط خارجية
- ايدوين ريتاموسو على موقع قاعدة بيانات كرة القدم.إي يو (الإنجليزية)
- ايدوين ريتاموسو على موقع ناشيونال فوتبول تيمز (الإنجليزية)
- ايدوين ريتاموسو على موقع Soccerway.com (الإنجليزية)
- ايدوين ريتاموسو على موقع AS.com (الإسبانية)